# Speed, Agility and Quickness
Der Fähigkeitskomplex Speed, Agility and Quickness (SAQ) beschreibt multidirektionale Schnelligkeitsleistungen unter Richtungswechselbedingungen (change of direction, COD), die vor allem in Spielsportarten (z. B. Handball, Basketball, Rugby, Hockey, Fußball), aber auch in anderen Sportarten, wie z. B. Badminton, Fechten oder Boxen, leistungsbestimmende Faktoren darstellen.

## Erläuterung der Begriffe

### Speed (Schnelligkeit/Geschwindigkeit)
Speed bezeichnet dabei die lineare Schnelligkeit mit dem Ziel, eine möglichst hohe Endgeschwindigkeit zu erreichen. Klassischerweise ist hier der 100-m-Sprint zu nennen, der in die Teilkomponenten Antritt-, Aktions- und Frequenzschnelligkeit unterteilt wird. Bei multidirektionalen Schnelligkeitsleistungen scheinen vor allem der Antritt und die Beschleunigung das Endergebnis positiv zu beeinflussen.

### Agility (Wendigkeit/Gewandtheit)
Agility meint das schnellstmögliche Ändern der Bewegungsrichtung durch Antritt-, Abbrems- und Drehbewegungen ohne signifikanten Geschwindigkeitsverlust. Diese Komponente erfordert ein hohes Maß an Teilkörper- und Ganzkörperkoordination, lauf- bzw. sprinttechnischen Fertigkeiten sowie an spezifischen Kraftfähigkeiten.

### Quickness (Reaktionsschnelligkeit)
Quickness umschreibt das schnellstmögliche Reagieren auf einen taktilen, akustischen, optischen, vestibulären oder kinästhetischen Reiz aus der Umwelt. Insbesondere in Spielsportarten kann die Reaktionsschnelligkeit sehr komplex sein, da nicht nur auf die Reize der Mitspieler, sondern auch auf die Bewegungen der Gegenspieler und des Spielgeräts angemessen reagiert werden muss. Dabei spielt auch die Auswahl adäquater Reaktionen eine entscheidende Rolle.

## Grundlagen
Der Fähigkeitskomplex Speed, Agility and Quickness ist ein multifaktorielles Geschehen im Kontext der motorischen Fähigkeit Schnelligkeit. Ob im Rahmen der motorischen Fähigkeit Schnelligkeit dem Komplex SAQ die Eigenständigkeit einer Fähigkeit zugesprochen werden kann, ist faktorenanalytisch nicht abschließend geklärt. Trotzdem weisen Studien darauf hin, dass nur geringe Zusammenhänge zwischen linearem Sprintverhalten und Schnelligkeitsleistungen mit Richtungswechseln bestehen. Zu Schnelligkeit und Reaktionsschnelligkeit (Quickness) der Agilität liegen mehrere Teilaspekte zu Grunde:

### Perzeption/Kognition und Planung der Anschlusshandlung (perception and decision-making factors)
Hierbei spielen vor allem die Informationsaufnahme, -verarbeitung und Reizweiterleitung eine Rolle. Positiv beeinflussend wirken dabei die Kenntnis von Bewegungsabläufen und Spielsituationen sowie die Antizipation, also das geistige Vorwegnehmen einer möglichen Folgehandlung, z. B. von Gegenspielern. Darüber hinaus scheinen Sportler mit guter allgemeiner Koordination und ausgeprägter sportartspezifischer Erfahrung eine Vielzahl an motorischen Programmen (motor-skills) zur Verfügung zu haben, die einen positiven Einfluss auf Perzeption und Anschlusshandlung haben können.

### Körperliche/biomechanische Voraussetzungen (anthropometry/biomechanics)
Sowohl anthropometrische Gegebenheiten (z. B. Körpergröße) als auch biomechanische Voraussetzungen (z. B. Hebellängen der Extremitäten) haben Einfluss auf die Agilität.

### Richtungswechselgeschwindigkeit (change of direction speed)
Die Geschwindigkeit im Richtungswechsel wird durch lauftechnische Bewegungsfertigkeiten sowie bis zu einem gewissen Maße durch Teilkomponenten des Linearsprints beeinflusst. Darüber hinaus spielen spezifische Kraftfähigkeiten (Maximalkraft, Schnellkraft, Reaktivkraft) der unteren Extremitäten eine entscheidende Bedeutung. Mögliche bestehende Kraftdefizite im Seitenvergleich können das Bewegungsergebnis negativ beeinflussen.